# سودایشسفلد
سودایشسفلد (به آلمانی: Südeichsfeld) یک شهر و و در آلمان است که در اونستروت-هاینیش واقع شده‌است. سودایشسفلد ۶٬۹۱۶ نفر جمعیت دارد.